# Hans Eijkenbroek
Hans Eijkenbroek (Schiedam, 5 januari 1940 – Dirkshorn, 17 augustus 2024) was een Nederlands voetbalinternational en -trainer. Hij speelde voor Hermes DVS, Sparta en Willem II. Eijkenbroek maakte zijn interlanddebuut tegen België op 16 april 1967, was van 1968 tot 1970 aanvoerder van Oranje en kwam in zijn carrière als verdediger tot 18 interlands.

## Spelersloopbaan
Eijkenbroek kwam uit een echte SVV-familie maar begon zelf bij de lokale rivaal Hermes DVS. Tussen 1963 en 1973 speelde hij voor Sparta Rotterdam in de Eredivisie. Hij kwam meer dan 400 wedstrijden uit voor de club en werd ook aanvoerder. Met Sparta won hij de KNVB beker 1965/66. In 1973 was hij niet meer nodig bij Sparta ging hij transfervrij naar Willem II in de Eerste divisie. Daar kampte hij vooral met blessures en werd begin 1975 afgekeurd voor het spelen van betaald voetbal. 

## Interlandcarrière
In 1967 debuteerde hij in het Nederlands voetbalelftal. Hij speelde achttien interlands en was twaalfmaal aanvoerder. Bondscoach Georg Keßler maakte hem in 1968 tegen de Sovjet-Unie voor het eerst aanvoerder. In 1970 speelde hij zijn laatste interland.

## Trainersloopbaan
Hij begon als trainer in de jeugd bij Willem II en trainde ook het amateurteam. In 1977 keerde hij terug bij Sparta Rotterdam en werd assistent van eerst Cor Brom en vervolgens van Mircea Petescu. Toen Petescu op 19 december 1979 aan de kant gezet werd als hoofdtrainer, werd Eijkenbroek ad-interim hoofdtrainer. In januari 1980 werd Hans Kraay aangetrokken als nieuwe hoofdtrainer, maar die zag daar vanaf, nadat bij hem vermeende hartklachten waren geconstateerd. Toen vervolgens ook Rob Baan (januari), de herstelde Kraay (februari) en Joop Brand (maart) van de baan als hoofdtrainer afzagen, kreeg Eijkenbroek, die daarvoor niet de benodigde diploma's had, geen toestemming van de VVON om het seizoen als hoofdtrainer af te maken. Uiteindelijk maakte Brand vanaf half maart het seizoen af. Medio 1980 werd Eijkenbroek assistent van Georg Keßler bij AZ '67, waarmee hij dat seizoen landskampioen werd, de beker won en de finale om de UEFA Cup haalde. Ook in het seizoen 1981/82 werd de beker gewonnen. Eijkenbroek volgde Keßler in 1982 als hoofdtrainer van AZ '67. Na het seizoen 1982/83 werd hij vervangen door Piet de Visser en Eijkenbroek volgde op zijn beurt De Visser vanaf het seizoen 1983/84 op als trainer van Roda JC. In april 1984 moest hij zich tijdelijk door Eugène Gerards laten vervangen vanwege een meniscus operatie. Ook in oktober 1984 moest hij geopereerd worden en werd hij wederom vervangen door Gerards. Tijdens zijn herstel werd hij op 27 november 1984 door Roda JC ontslagen en werd na een aantal wedstrijden door assistent trainer Gerards als ad interim vanaf december 1984 in Kerkrade opgevolgd door Frans Körver. Roda JC deed vanaf de eerste thuiswedstrijd na de winterstop meteen goede zaken door op zondag 3 februari 1985 met 3-0 te winnen van FC Utrecht. 
Na zijn ontslag in Kerkrade vond Eijkenbroek niet meteen een nieuwe club en pas medio 1986 ging hij Joop Brand assisteren bij het opzetten van de jeugdopleiding van AZ.
Op 30 december 1986 werd Eijkenbroek andermaal aangesteld als trainer van AZ, waar hij Han Berger opvolgde. Hij benoemde Louis van Gaal als zijn assistent. Eijkenbroek kende een valse start als hoofdtrainer en moest in zijn eerste maanden als nieuwe trainer in Alkmaar tweemaal afhaken vanwege vermeende hartproblemen. Van Gaal fungeerde toen ad interim als hoofdtrainer. Eijkenbroek deed alles samen met zijn assistent en werd soms ook door hem overvleugeld. Van Gaal haalde onder meer spelers uit het tweede, die hij getraind had, bij de eerste selectie. Het duo wist AZ te behoeden voor degradatie uit de Eredivisie. Dit leidde echter ook tot onduidelijkheid over wie het voor het zeggen had en tot onvrede binnen een deel van de spelersgroep. Toen in het volgende seizoen 1987/88 de resultaten tegenvielen, werd dit de reden om Van Gaal in november 1987 te ontslaan, vanwege een verstoorde relatie. Van Gaal, die daarnaast nog als gymleraar werkzaam was, herkende zich niet in de uitleg en hoofdtrainer Eijkenbroek was niet op de hoogte. Van Eijkenbroek hoefde dit ook niet, maar hij verklaarde bij opvolger Jan Fransz minder zaken uit handen te geven. Met AZ degradeerde hij uiteindelijk  in 1988 uit de Eredivisie. Nadat Eijkenbroek in maart 1989 moest afhaken vanwege hyperventilatie en vervangen werd door Fransz, besloot het bestuur om vanaf 23 maart dat jaar zijn reeds gecontracteerde opvolger Hans van Doorneveld als hoofdtrainer aan te stellen. Zelf was Eijkenbroek al gecontracteerd door FC Haarlem voor het seizoen 1989/90. Eijkenbroek was echter nog niet hersteld en moest in de voorbereiding weer afhaken. Hij werd tot 14 november 1989 vervangen door Theo Verlangen. Op 29 november moest hij zich andermaal laten vervangen, nu door Gerard van der Lem. Eijkenbroek keerde niet meer terug bij FC Haarlem, dat aan het einde van dat seizoen degradeerde uit de Eredivisie en besloot te stoppen als trainer. Hij was nog een seizoen actief bij de jeugd van FC Haarlem. Op vrijwillige basis werd hij in 1992 deeltijd bij de staf van FC Volendam betrokken als herstel- en fysiektrainer. Daarnaast werd hij ook trainer van de oud-internationals, onder meer tijdens de traditionele nieuwjaarswedstrijden tegen Koninklijke HFC. Vervolgens werd Eijkenbroek in 1995 hersteltrainer van Dordrecht '90 en was ook een periode keeperstrainer van D.F.C.. Bij Dordrecht '90 fungeerde hij in het seizoen 1995/96 als assistent; eerst van Lex Schoenmaker en vanaf november 1995 van interim-trainer Cees van den Bosch. Tot medio 2013 was hij actief bij Dordrecht. Hij verhuisde naar Dirkshorn waar hij nog actief was bij VV Dirkshorn. 
In 1988 werd hij bij Sparta Rotterdam benoemd tot erelid van verdienste. Eijkenbroek overleed op 17 augustus 2024 op 84-jarige leeftijd.

## Carrièrestatistieken
| Seizoen         | Club            | Land            | Competitie       | Competitie | Competitie | Beker | Beker | Internationaal | Internationaal | Overig | Overig | Totaal | Totaal |
| Seizoen         | Club            | Land            | Competitie       | Wed.       | Dlp.       | Wed.  | Dlp.  | Wed.           | Dlp.           | Wed.   | Dlp.   | Wed.   | Dlp.   |
| --------------- | --------------- | --------------- | ---------------- | ---------- | ---------- | ----- | ----- | -------------- | -------------- | ------ | ------ | ------ | ------ |
| 1958/59         | Hermes DVS      | Nederland       | Eerste divisie B | –          | –          | –     | 1     | 0              | 0              | 0      | 0      | –      | –      |
| 1959/60         | Hermes DVS      | Nederland       | Eerste divisie B | –          | –          | –     | –     | 0              | 0              | 0      | 0      | –      | –      |
| 1960/61         | Hermes DVS      | Nederland       | Eerste divisie A | –          | –          | –     | 0     | 0              | 0              | 0      | 0      | –      | –      |
| 1961/62         | Hermes DVS      | Nederland       | Eerste divisie B | –          | –          | –     | 0     | 0              | 0              | 0      | 0      | –      | –      |
| 1962/63         | Hermes DVS      | Nederland       | Tweede divisie B | –          | 2          | 1     | 0     | 0              | 0              | 0      | 0      | –      | 2      |
| 1963/64         | Sparta          | Nederland       | Eredivisie       | 28         | 1          | 3     | 0     | 0              | 0              | 0      | 0      | 31     | 1      |
| 1964/65         | Sparta          | Nederland       | Eredivisie       | 25         | 0          | 1     | 0     | 0              | 0              | 0      | 0      | 26     | 0      |
| 1965/66         | Sparta          | Nederland       | Eredivisie       | 28         | 1          | 6     | 0     | 7              | 0              | 0      | 0      | 41     | 1      |
| 1966/67         | Sparta          | Nederland       | Eredivisie       | 32         | 0          | 2     | 0     | 10             | 0              | 0      | 0      | 44     | 0      |
| 1967/68         | Sparta          | Nederland       | Eredivisie       | 32         | 2          | 4     | 0     | 0              | 0              | 0      | 0      | 36     | 2      |
| 1968/69         | Sparta          | Nederland       | Eredivisie       | 32         | 3          | 5     | 0     | 0              | 0              | 0      | 0      | 37     | 3      |
| 1969/70         | Sparta          | Nederland       | Eredivisie       | 34         | 4          | 2     | 1     | 0              | 0              | 0      | 0      | 36     | 5      |
| 1970/71         | Sparta          | Nederland       | Eredivisie       | 34         | 2          | 6     | 0     | 6              | 0              | 0      | 0      | 46     | 2      |
| 1971/72         | Sparta          | Nederland       | Eredivisie       | 25         | 0          | 1     | 0     | 4              | 0              | 0      | 0      | 30     | 0      |
| 1972/73         | Sparta          | Nederland       | Eredivisie       | 29         | 0          | 4     | 1     | 0              | 0              | 0      | 0      | 33     | 1      |
| 1973/74         | Willem II       | Nederland       | Eerste divisie   | 31         | 2          | 2     | 0     | 0              | 0              | 0      | 0      | 33     | 2      |
| 1974/75         | Willem II       | Nederland       | Eerste divisie   | 9          | 2          | 1     | 0     | 0              | 0              | 0      | 0      | 10     | 2      |
| Carrière totaal | Carrière totaal | Carrière totaal | Carrière totaal  | –          | –          | –     | 3     | 27             | 0              | 0      | 0      | –      | –      |

## Erelijst
Sparta
| Nationaal  |    |         |
| KNVB Beker | 1x | 1965/66 |